# 小樽ビール

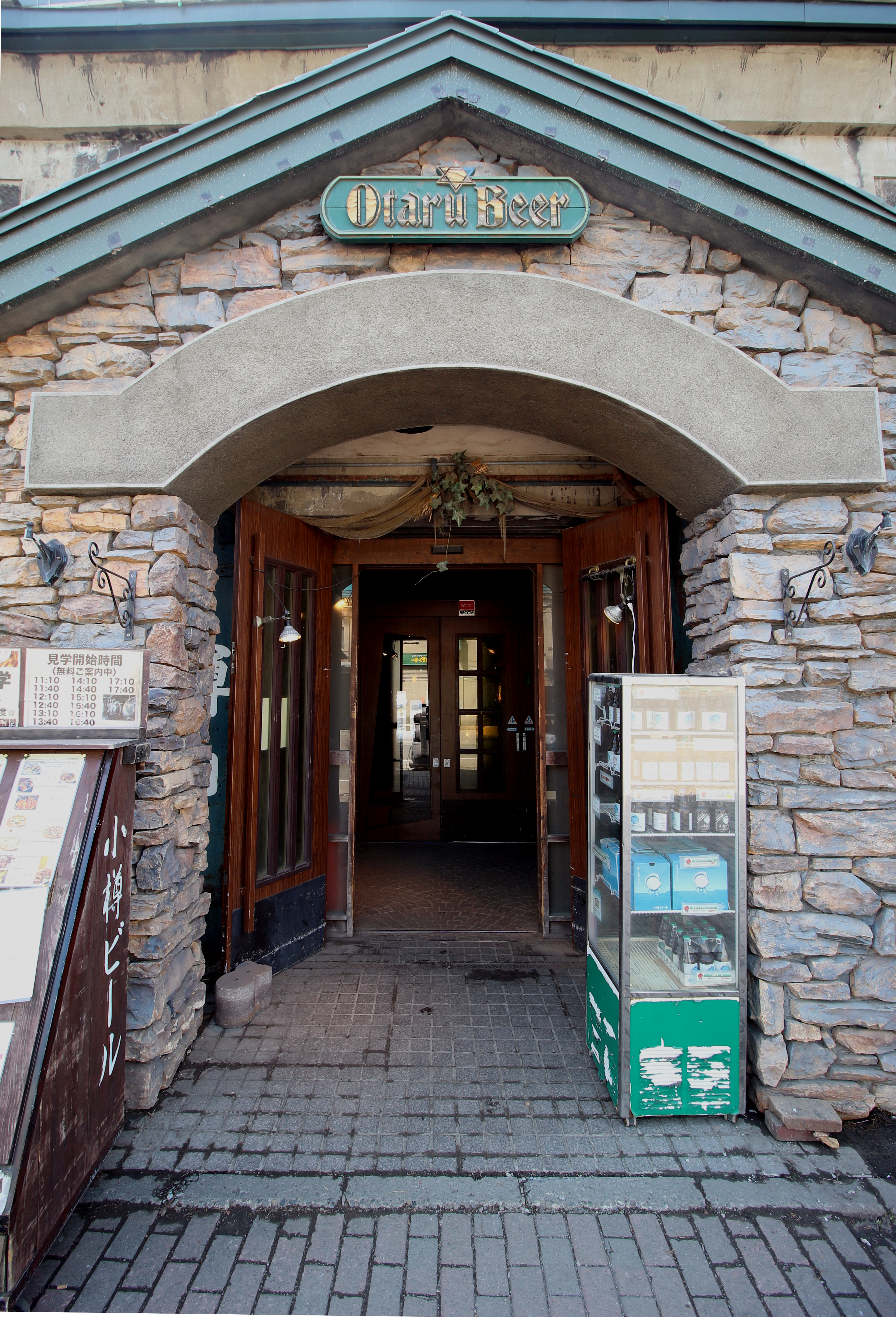
入口

小樽ビール（おたるびーる）とは、北海道小樽市で作られる地ビールのブランドである。

## 概要

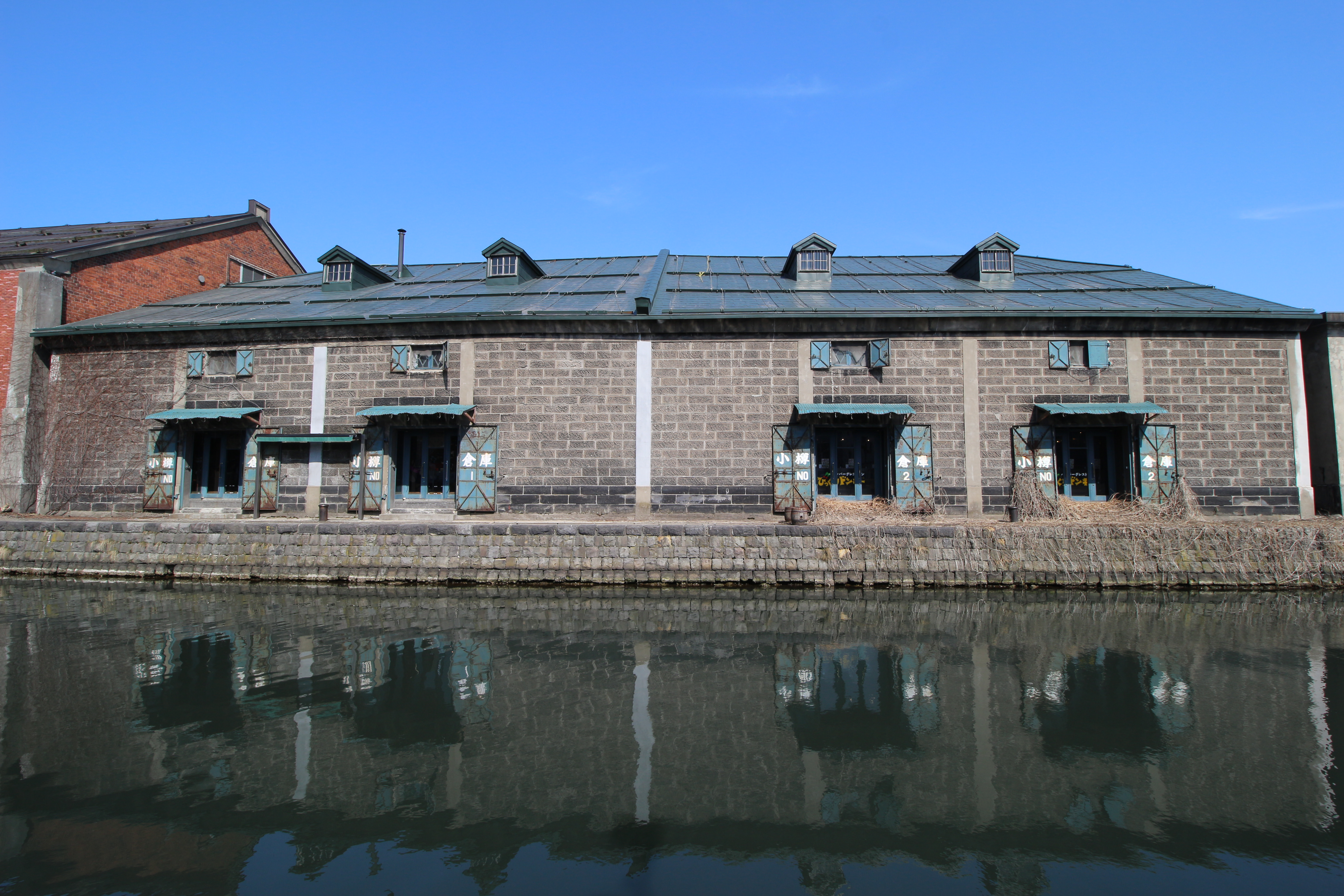
ウォーターフロント倉庫

株式会社アレフが小樽市で製造している地ビール。
醸造は主に小樽ビール銭函醸造所で行われ、同市内のビアホール「小樽倉庫No.1」や札幌市のドイツ料理店「ライブシュパイゼ」をはじめとした系列店で提供されている（小樽倉庫No.1はビアパブ兼醸造所となっており、出来たてのビールを飲めることを売りにしている。また、醸造所見学が無料で行われている）。
小樽・札幌で飲める店や販売店も多い。

## 特徴
- 世界には約1500人存在するブラウエンジニアの一人、ヨハネス・ブラウンをドイツから招き製造指導を受け、醸造責任者としていた。ブラウマイスターとブラウエンジニアは共にドイツでのビール醸造に関する国家資格であり、しばしば混同されるが異なる資格でありブラウエンジニアはより上位の資格である。
- 麦芽、ホップ、水以外の副原料や添加物、保存料などの使用を禁止した「ビール純粋令」に基づくドイツスタイルのビールを造っている。ドイツ、バンベルク産の有機栽培による麦芽を使用している。酵母を加熱殺菌、または濾過しておらず無濾過となっている為、生きたままの酵母が含まれている。国内では珍しく、タンクの蓋を開けたまま発酵させている。

## 主な製品
- ピルスナー(Pilsner)は新鮮な最高級アロマホップをふんだんに使った、美しい色と華やかな香りが特徴。
- ドンケル(Dunkel)はローストカラメル麦芽を使用したクリーミーな泡立ちと深い色合、カラメルフレーバーが特徴。
- ヴァイス(Weiss)は小麦麦芽を使った黄金色のバナナの香りが特徴。

その他年に数回に分け、限定醸造で蔵出ししているビールも存在する。

## 沿革
- 1999年：ビール製造免許を取得

## 所在地
小樽ビール銭函醸造所
北海道小樽市銭函3丁目263-19
- 北海道旅客鉄道（JR北海道）函館本線・銭函駅からタクシーで5分

小樽ビール醸造所・小樽倉庫No.1
北海道小樽市港町5-4（小樽運河倉庫群）
- 北海道旅客鉄道（JR北海道）函館本線・小樽駅から徒歩で約10分

## 提供番組
- 小樽ビールでProst!（FMおたる）
- 小樽ビール 20th anniversary 「PROST!」（NORTH WAVE）[1]